# Kurt Dejmo
Kurt Egon Dejmo, född 15 augusti 1919 i Jukkasjärvi socken, död 11 september 2009 i Herrestad, Uddevalla kommun, var en svensk konstnär och fotograf.
Han var son till ledningsmästaren Helmer Dejmo och Bertha Eriksson samt från 1948 gift med Ulla-Britta Emitslöf.
Dejmo studerade vid Konstgillets målarskola i Borås 1942–1945 samt i Paris vid Académie Julian och Académie de la Grande Chaumière 1949 och för André Lhote 1951. Han medverkade i Borås och Sjuhäradsbygdens konstförenings utställningar samt i olika grupputställningar. 
Hans konst består av målade figurer, stilleben och landskap från Paris och Halland. Bland hans offentliga utsmyckningar märks ett antependium, Kristi fem sår, i violett och rött som han och hans fru utförde 1975 till Kungälvs kyrka. Han tilldelades Hultmans Vhenners stipendium 1975 samt fritids- och kulturnämndens stipendium i Kiruna 1984.
Dejmo är representerad vid Moderna museet, Göteborgs konstmuseum[källa behövs], Bohusläns museum och Konung Gustav VI Adolfs samling.